# Thecophora
Thecophora là một chi ruồi trong họ Conopidae.

## Các loài
- T. atra (Fabricius, 1775)
- T. distincta (Wiedemann in Meigen, 1824)
- T. fulvipes (Robineau-Desvoidy, 1830)
- T. longirostris Lyneborg, 1962
- T. melanopa Róndani, 1857
- T. pusilla (Meigen, 1824)

Danh sách này không đầy đủ, bạn cũng có thể giúp mở rộng danh sách.

## Hình ảnh

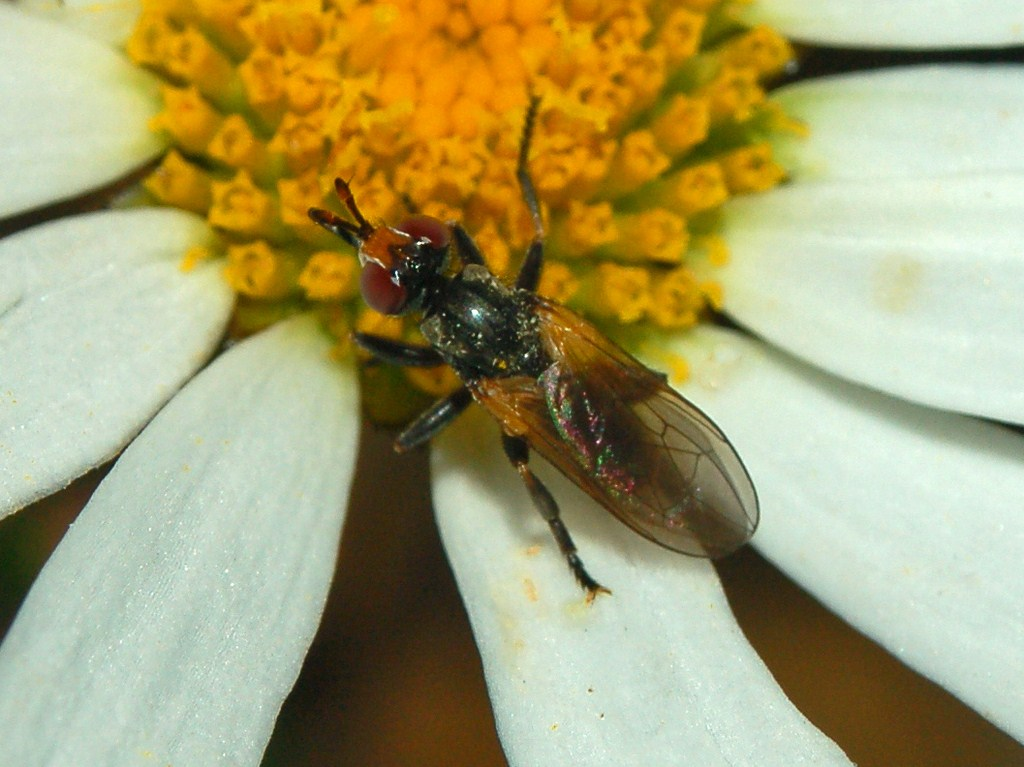
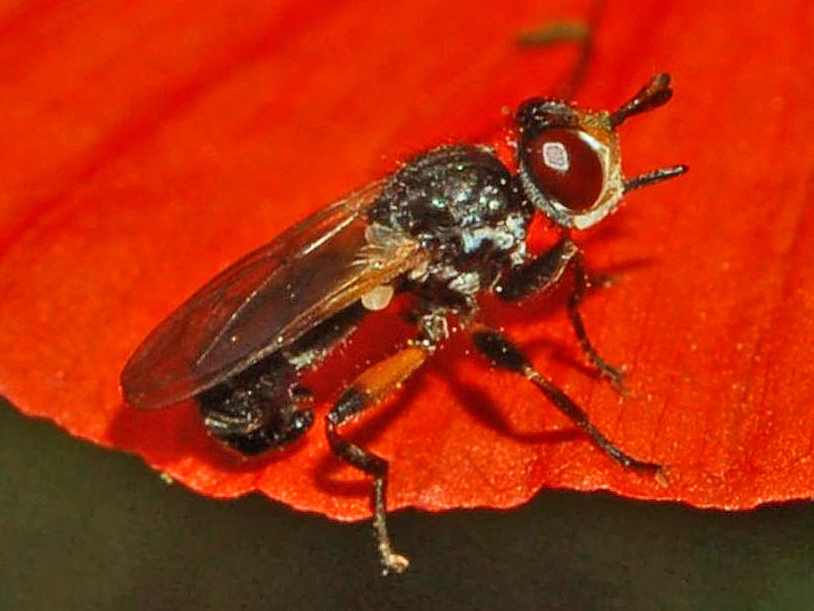